# ŽBK Spartak Oblast Moskou Noginsk
Zjenskij basketbolnyj kloeb Spartak Oblast Moskou Noginsk (Russisch: Женский Баскетбольный клуб Спартак Ногинск) is een damesbasketbalteam uit Noginsk, oblast Moskou welke speelt in de Russische superliga. Meestal wordt de naam ingekort tot Spartak Noginsk. Na het winnen van de Russische superliga B in het seizoen 2009/10, won het team het recht om uit te komen in de hoogste divisie de Russische superliga.

## Geschiedenis

### Sovjet-Unie
Op 12 april 1949 werd het damesteam "Spartak" opgericht door basketbal coach David Berlin. Binnen twee jaar nam ze deel aan het kampioenschap van de Centrale Raad van de sportvereniging "Spartak" en behaalde ze een negende plaats in het eindklassement. In 1960 ging het team meedoen om het Landskampioenschap van de Sovjet-Unie en drie jaar later kwamen de grote competities. In 1973 won de club haar eerste prijs. Ze werden Bekerwinnaar van de Sovjet-Unie door in de finale te winnen van Inzjdorstroj Chisinau. Bij de All-Union wintercompetities in 1967, waar basketbalteams voor dames buiten competitie deelnamen, won Spartak de eerste plaats. In 1978 won Spartak het Landskampioenschap van de Sovjet-Unie. In totaal werd het team tijdens de Sovjet-periode, zeven keer tweede in 1968, 1969, 1976, 1979, 1980, 1982 en 1982, en drie keer derde in  1970, 1975 en 1977 en een reeks van onderscheidingen. De gouden medaille ging in 1978 naar de sterkste ploeg op dat moment, en niet naar TTT Riga. In het Europa Cup-toernooi won de ploeg de European Cup Liliana Ronchetti in 1977, 1981 en 1982. In 1983 waren ze runner-up. In 1977 won Spartak van Minjor Pernik uit Bulgarije met 97-54. In 1981 won Spartak van Monting Zagreb uit Joegoslavië met 95-63. In 1982 won Spartak van Královopolská Brno uit Tsjecho-Slowakije met 89-68. In 1983 verloor Spartak na twee keer verlengen van BSE Boedapest uit Hongarije met 83-81. Spartak is een van de meest spraakmakende van de bestaande Russische teams. Belangrijke spelers waren Nelli Ferjabnikova, Ljoedmila Koeznetsova, Olga Soecharnova en Tetjana Nadirova.

### Rusland
Voor meer dan 60 jaar van haar bestaan, speelde rood en wit in verschillende steden in de Oblast Moskou, zoals Elektrostal, Ljoebertsy, Podolsk, en ten slotte terug naar haar geboorteplaats - Noginsk. Door de crisis aan het begin van de 90's veranderde dit basketbalteam een aantal keer van naam. Van 1992 tot 1994 werd ze "Concern", en in het seizoen 1997/98, verscheen de club als "SportAkademKloeb-Spartak". In 1993 was er eindelijk weer een klein succes voor de ploeg. Ze werden derde in de strijd om het Russische landskampioenschap. Spartak werd vier keer Landskampioen van Rusland (divisie B) in 2007, 2008, 2009 en 2010. In 2023 degradeerde Spartak naar de divisie C. Pas in 2025 werd Spartak Landskampioen van Rusland (divisie C).

## Erelijst
- Landskampioen Sovjet-Unie: 1
  - Winnaar: 1978
  - Tweede: 1968, 1969, 1976, 1979, 1980, 1981, 1982
  - Derde: 1970, 1975, 1977
- Bekerwinnaar Sovjet-Unie: 1
  - Winnaar: 1973
- Wintercompetities: 1
  - Winnaar: 1967
- Landskampioen Rusland:
  - Derde: 1993
- Landskampioen Rusland: 4 (divisie B)
  - Winnaar: 2007, 2008, 2009, 2010
- Landskampioen Rusland: 1 (divisie C)
  - Winnaar: 2025
- European Cup Liliana Ronchetti: 3
  - Winnaar: 1977, 1981, 1982
  - Runner-up: 1983

## Bekende (oud)-spelers

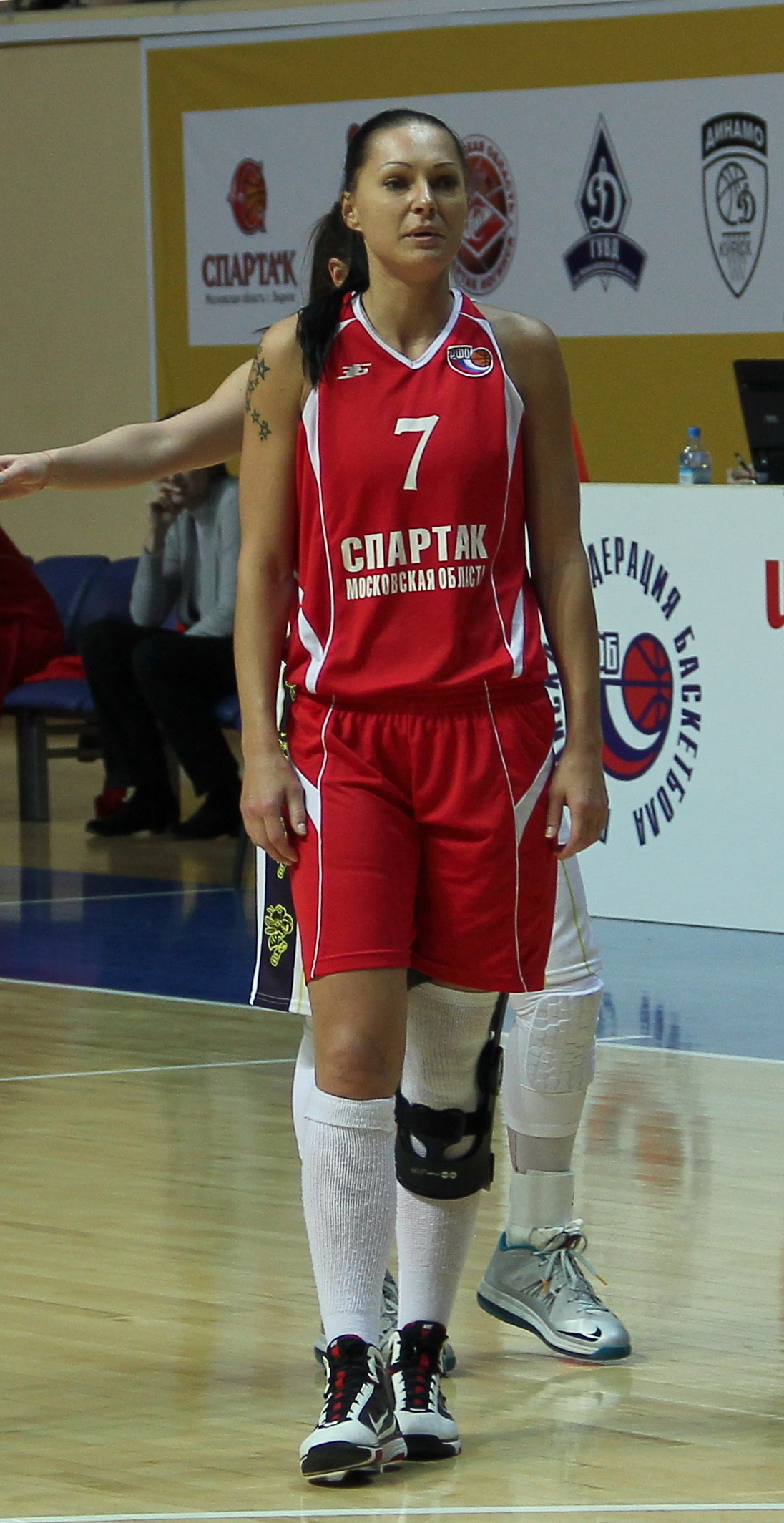
Marina Karpoenina.

| - - Nelli Ferjabnikova - Ljoedmila Gamboerg - Olga Grigorieva - Jekaterina Gvozdeva - - Ljoedmila Koeznetsova - Raisa Korotkova - - Tatjana Loetsjkina - - Olga Soecharnova - - Tetjana Nadirova - Tatjana Abrikosova - - Marina Abroskina de García - Kristina Alikina | - Marina Antipova - - Firoeza Bekmetova - Jelena Charikova - Veronika Dorosjeva - Olga Ferjabnikova - Marina Karpoenina - Tatjana Larina - Aleksandra Latysjeva - Ljoebov Paskalenko - Natalja Potemina - Maria Savina - Joelia Skopa | - Anna Sviridova - Irina Tsekhmeyster |

## Bekende (oud)-coaches
- - David Berlin (1949-2009)
- - Jevgeni Aleksejev (1976-1984)
- Valeri Kovalev (2005-2006)
- Nikolaj Bajkirov (2006-2007)
- Sergej Jerofejev (2008-2013)
- Momir Tasić (2013-2015)
- Sergej Fedorenkov (2015-2016)
- Tatjana Larina (2016-heden)